# Робинсон, Мэри
Мэри Тереза Уинфред Робинсон (ирл. Máire Treasa Úna Mhic Róibín, англ. Mary Therese Winifred Robinson; род. 21 мая 1944) — ирландский политический и государственный деятель, дипломат; президент Ирландии (с 1990 по 1997 годы), первая женщина на этом посту. С 1997 по 2002 год занимала пост Верховного комиссара ООН по правам человека.

## Биография
В период с 1969 по 1989 год Робинсон являлась независимым сенатором (в 1977—1981 входила в Лейбористскую партию). С 1973 по 1989 годы она была членом Объединённого парламентского комитета Ирландии по вторичному законодательству Европейского сообщества, с 1977 по 1987 годы — Председателем подкомитета Парламента по социальным вопросам и с 1987 по 1989 годы — Председателем подкомитета Парламента по правовым вопросам. В период с 1973 по 1990 год занимала пост президента ирландской ассоциации одиноких родителей.
В 1990 году Лейбористская партия, Рабочая партия Ирландии и ряд независимых сенаторов отдали предпочтение ей перед другим известным левым политиком, доктором Ноэлем Брауном, и выдвинули Мэри Робинсон в президенты. В первом туре президентских выборов она получила почти 39 %, уступив Брайену Ленихану-старшему, зато во втором победила его, получив 52 % голосов. Таким образом, она стала не только первой женщиной в ряду президентов Ирландской Республики, но и первой из них, избранной без поддержки Фианна Файл.
На посту президента она продолжила бороться за мир и права человека в Ирландии. Она завоевала беспрецедентную популярность (рейтинги её поддержки достигали 93 %) и встречалась с широчайшим кругом лиц — от Конгрегации христианских братьев до Сети равенства геев и лесбиянок, от папы до далай-ламы, а в Северной Ирландии — от юниониста Дэвида Тримбла до республиканцев Джона Хьюма из Социал-демократической и лейбористской партии и даже Джерри Адамса из Шинн Фейн, связанной с Временной ИРА.
С 2008 по 2010 годы занимала должность президента Международной комиссии юристов.
Занимала пост председателя Международного института по окружающей среде и развитию, являлась почётным президентом союза Oxfam, а также принимала участие в работе Совета женщин-лидеров стран мира. Также являлась одним из членов Трёхсторонней комиссии и совета Старейшин.
В 1998 году была избрана номинальным главой (chancellor) Тринити-колледжа в Дублине. Оставалась в этой должности до 2019 года.
В 2004 году за деятельность в области продвижения прав человека была удостоена награды Посол совести, вручаемой неправительственной организацией Международная амнистия. Отмечена Inamori Ethics Prize (2009), Livingstone Medal (2012), Kew International Medal (2018), премией Тан (2024).

## Примечания

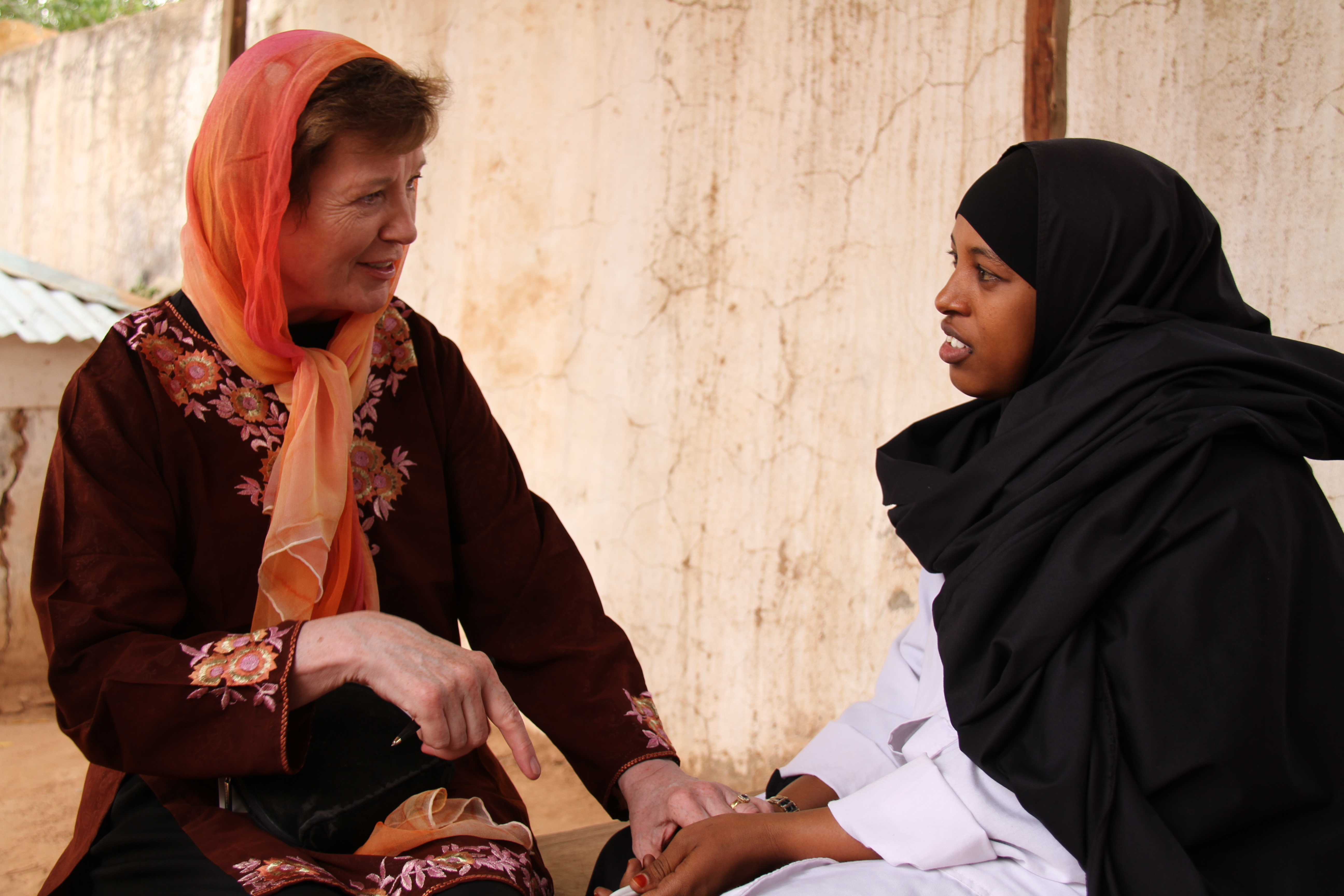
Робинсон в Сомали, 2011 год